# Абстрактный класс
Абстрактный класс в объектно-ориентированном программировании — базовый класс, который не предполагает создания экземпляров. Абстрактные классы реализуют на практике один из принципов ООП — полиморфизм. Абстрактный класс может содержать (или не содержать) абстрактные методы и свойства. Абстрактный метод не реализуется для класса, в котором описан, однако должен быть реализован для его неабстрактных потомков. Абстрактные классы представляют собой наиболее общие абстракции, то есть имеющие наибольший объём и наименьшее содержание.
В одних языках создавать экземпляры абстрактных классов запрещено, в других это допускается (например, Delphi), но обращение к абстрактному методу объекта этого класса в процессе выполнения программы приведёт к ошибке. Во многих языках допустимо объявить любой класс абстрактным, даже если в нём нет абстрактных методов (например, Java), именно для запрета создания экземпляров. Абстрактный класс можно рассматривать в качестве интерфейса к семейству классов, порождённому им, но, в отличие от классического интерфейса, абстрактный класс может иметь определённые методы, а также свойства.
Абстрактные методы всегда являются виртуальными, однако «абстрактный» и «виртуальный» — разные понятия.

## Примеры

### Delphi
В Delphi может быть объявлен абстрактный класс с абстрактными методами:
```
TAbstractClass
 
=
 
class
 

  
procedure
 
NonAbstractProcedure
;

  
procedure
 
AbstractProcedure
;
 
abstract
;

end
;

```

Для такого класса может быть создан объект, но обращение к методу AbstractProcedure этого объекта во время выполнения вызовет ошибку. В последних версиях Delphi также может быть объявлен абстрактным сам класс:
```
TAbstractClass
 
=
 
class
 
abstract

  
procedure
 
SomeProcedure
;

end
;

```

Хотя метод SomeProcedure может быть неабстрактным и реализованным в рамках этого класса, создавать объекты объявленного таким образом класса недопустимо.

### C++
На C++ абстрактный класс объявляется включением хотя бы одной чистой виртуальной функции, типа virtual _сигнатура_функции_ =  0;, которая, как и другие, может быть заменена. Пример:
```
#include
 
<iostream>

class
 
CA
 
{
 
// Абстрактный класс

  
public
:

    
CA
 
(
 
void
 
)
 
{
 
std
::
cout
 
<<
 
"This object of the class "
;
 
}

    
virtual
 
void
 
Abstr
 
(
 
void
 
)
 
=
 
0
;
 
// Чистая (пустая) виртуальная функция.

    
void
         
fun
   
(
 
void
 
)
 
{
 
std
::
cout
 
<<
 
"Реализация не будет наследоваться!"
;
 
}

    
~
CA
 
()
 
{
 
std
::
cout
 
<<
 
"."
 
<<
 
std
::
endl
;
 
}
 
//Вызывается в обр. порядке конструкторов

  
};

class
 
CB
 
:
 
public
 
CA
 
{

  
public
:

    
CB
 
(
 
void
 
)
 
{
 
std
::
cout
 
<<
 
"CB;"
;
 
}

    
void
 
Abstr
 
(
 
void
 
){
 
std
::
cout
 
<<
 
" call function cb.Abstr();"
;
 
}
 
//Подменяющая функция.

    
void
 
fun
   
(
 
void
 
){
 
std
::
cout
 
<<
 
" call function cb.fun()"
;
 
}

    
~
CB
 
()
 
{}
 
// Неверно для абстр. кл. ~CB(){ ~CA(); } 

  
};

class
 
CC
 
:
 
public
 
CA
 
{

  
public
:

    
CC
 
(
 
void
 
)
 
{
 
std
::
cout
 
<<
 
"CC;"
;
 
}

    
void
 
Abstr
 
(
 
void
)
 
{
 
std
::
cout
 
<<
 
" call function cc.Abstr();"
;
 
}
 
//Подменяющая функция.

    
void
 
fun
   
(
 
void
 
)
 
{
 
std
::
cout
 
<<
 
" call function cc.fun()"
;
 
}

  
~
CC
 
()
 
{}
 
// Неверно для абстр. кл. ~CC(){ ~CA(); } 

  
};

int
 
main
 
()
 
{

  
std
::
cout
 
<<
 
"Program:"
 
<<
 
std
::
endl
;

  
CB
 
cb
;

  
cb
.
Abstr
();
 
cb
.
fun
();
 
cb
.
~
CB
();

  
CC
 
cc
;

  
cc
.
Abstr
();
 
cc
.
fun
();
 
cc
.
~
CC
();

  
return
 
0
;

  
}

```

Результат работы программы:
```
Program:
This object of the class CB; call function cb.Abstr(); call function cb.fun().
This object of the class CC; call function cc.Abstr(); call function cc.fun().
.
.
```

### C#
Модификатор abstract указывает на то, что класс может быть использован только как базовый класс при наследовании. Абстрактные классы могут содержать абстрактные методы и методы доступа. Создавать экземпляры абстрактного класса нельзя через вызов конструктора, но экземпляр абстрактного класса создаётся неявно при построении экземпляра производного конкретного класса. Неабстрактный класс, являющийся производным от абстрактного, должен содержать фактические реализации всех наследуемых абстрактных методов и методов доступа. Чтобы указать отсутствие реализации в методе или свойстве, воспользуйтесь модификатором abstract в объявлении метода или свойства. Абстрактный метод — это неявный виртуальный метод. Объявления абстрактных членов (методов, свойств, событий) допускаются только в абстрактных классах и интерфейсах (стереотипах, являющихся аналогом чистых абстрактных классов, в которых запрещена любая реализация). Поскольку объявление абстрактного метода не предоставляет фактической реализации, тело метода отсутствует, объявление метода просто заканчивается точкой с запятой, аналогично объявлению прототипов:
```
public
 
abstract
 
void
 
AbstractMethod
();

```

Реализация предоставляется методом переопределения с ключевым словом override, который является членом неабстрактного класса.
Использование статических или виртуальных модификаторов в объявлении абстрактного метода или свойства является недопустимым. Действие абстрактных свойств аналогично абстрактным методам, за исключением отличий в синтаксисе объявлений и вызовов. Абстрактное унаследованное свойство может быть переопределено в производном классе за счёт включения объявления свойства, использующего модификатор переопределения.
```
abstract
 
class
 
BaseClass
   
// Abstract class

{

    
protected
 
int
 
_x
 
=
 
100
;

    
protected
 
int
 
_y
 
=
 
150
;

    
public
 
abstract
 
void
 
AbstractMethod
();
   
// Abstract method

    
public
 
abstract
 
int
 
X
    
{
 
get
;
 
}

    
public
 
abstract
 
int
 
Y
    
{
 
get
;
 
}

}

class
 
DerivedClass
 
:
 
BaseClass

{

    
public
 
override
 
void
 
AbstractMethod
()

    
{

        
_x
++
;

        
_y
++
;

    
}

    
public
 
override
 
int
 
X
   
// overriding property

    
{

        
get

        
{

            
return
 
_x
 
+
 
10
;

        
}

    
}

    
public
 
override
 
int
 
Y
   
// overriding property

    
{

        
get

        
{

            
return
 
_y
 
+
 
10
;

        
}

    
}

    
static
 
void
 
Main
()

    
{

        
DerivedClass
 
o
 
=
 
new
 
DerivedClass
();

        
o
.
AbstractMethod
();

        
Console
.
WriteLine
(
"x = {0}, y = {1}"
,
 
o
.
X
,
 
o
.
Y
);

    
}

}

// Output: x = 111, y = 161

```

Абстрактный класс должен предоставлять реализацию для всех членов интерфейса. Абстрактный класс, реализующий интерфейс, может отображать методы интерфейса в абстрактных методах.
```
interface
 
I

{

    
void
 
M
();

}

abstract
 
class
 
C
 
:
 
I

{

    
public
 
abstract
 
void
 
M
();

}

```

Абстрактный класс с модификатором sealed использовать нельзя, поскольку и abstract, и sealed имеют взаимоисключающие значения: последний запрещает наследовать класс, в то время как abstract указывает, что класс обязан иметь производные классы.